# Andrzej Trzaskowski

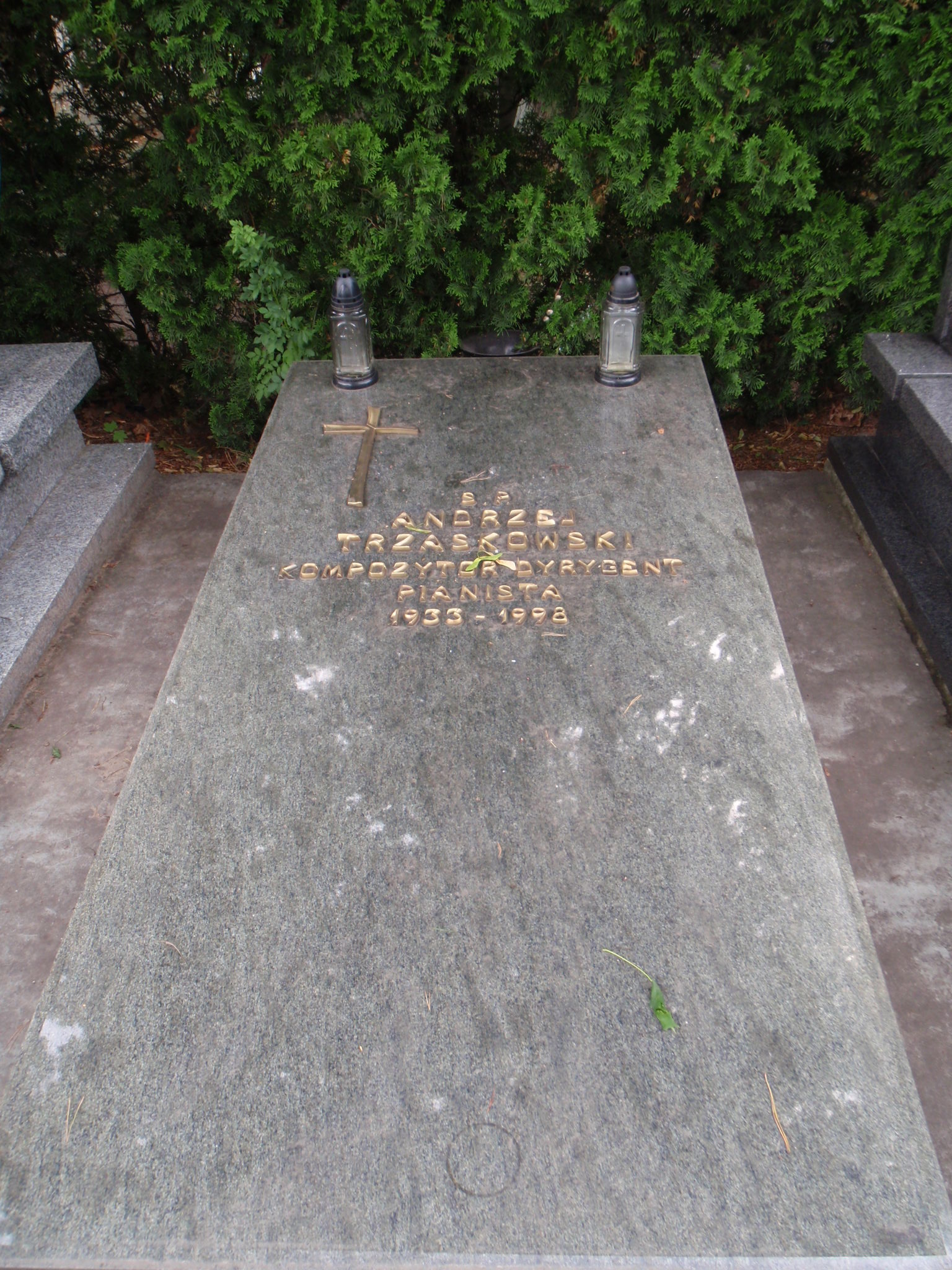
Grób Andrzeja Trzaskowskiego na Cmentarzu Wojskowym na Powązkach w Warszawie

Andrzej Bronisław Trzaskowski (ur. 23 marca 1933 w Krakowie, zm. 16 września 1998 w Warszawie) – polski kompozytor, pianista, dyrygent, publicysta i krytyk muzyczny. Pionier jazzu w Polsce i jedna z najwybitniejszych postaci w historii polskiej muzyki rozrywkowej. Ojciec Rafała Trzaskowskiego.

## Życiorys
Był wnukiem Bronisława, synem Stanisława i Marii z d. Urbańczyk.
Studiował muzykologię na Uniwersytecie Jagiellońskim w latach 1952–1957, oraz analizę i teorię muzyki współczesnej u Bogusława Schaeffera i Eugeniusza Rudnika w Studiu Eksperymentalnym Polskiego Radia w latach 1955–1957.
Jako pianista zadebiutował w zespole Melomani. W tym okresie zajął pierwsze miejsce w ankiecie „Przekroju” z roku 1956 na najlepszego pianistę. W 1957 został publicystą i recenzentem pisma „Jazz Forum”, publikował również w prasie zagranicznej. W 1958 był współzałożycielem zespołu Jazz Believers, z którym wystąpił na pierwszym w Warszawie Jazz Jamboree. W 1959 założył zespół The Wreckers i firmowane swoim nazwiskiem trio, a nieco później kwintet i sekstet. Trio Trzaskowskiego akompaniowało Stanowi Getzowi podczas Jazz Jamboree '60, a 31 października 1960 w Filharmonii Narodowej uczestniczyło z nim we wspólnej sesji nagraniowej. Podczas kolejnej edycji festiwalu (w 1961) Trzaskowski wystąpił z barytonistą Ronnie Rossem.
W czerwcu 1962, jako jeden z pierwszych polskich muzyków jazzowych, koncertował w Stanach Zjednoczonych, gdzie towarzyszył mu nowy skład Wreckersów. Wystąpili m.in. na festiwalach jazzowych w Waszyngtonie, Newport, w Nowym Orleanie oraz w Village Vanguard w Nowym Jorku. Pojawił się w popularnym programie telewizyjnym Who Is in the World oraz otrzymał pochlebne recenzje w The New York Times i innych czasopismach amerykańskich.
Posiadał ogromne umiejętności pianistyczne, a rozległa wiedza kompozytorska zaowocowała utworami także o charakterze trzecionurtowym (łączącym muzykę klasyczną i jazz). Pierwszą w Polsce kompozycję tego typu – „Nihil novi” – zaprezentował słuchaczom podczas Jazz Jamboree '62. Utwór został także wykonany w Filharmonii Narodowej przez amerykańskiego trębacza Dona Ellisa, trio pianisty i zespół kameralny pod dyr. Andrzeja Markowskiego.
Około 1963 zaczął odchodzić od bebopu, cool jazzu i estetyki Horace’a Silvera, kierując swe zainteresowania muzyczne w stronę free jazzu i technik kompozytorskich muzyki XX wieku. Za punkt zwrotny w jego twórczości i poglądach estetycznych można uznać trzyczęściowy utwór pt. Synopsis. Ten okres został częściowo udokumentowany na płytach: The Andrzej Trzaskowski Quintet (1965, Polish Jazz, vol. 4), Jazz Workshop (1965, NDR) i Seant (1966, Polish Jazz, vol. 11).
W 1963 i 1964 koncertował ze swoim kwintetem w Niemczech, Włoszech, Szwajcarii, Jugosławii, i Belgii. W 1964  wystąpił w odcinku niemieckiego programu telewizyjnego Jazz – gehört und gesehen (program pt. Jazz in Poland w reż. Janusza Majewskiego prezentował dokonania najważniejszych wykonawców krajowej sceny jazzowej), a w styczniu 1965 nagrał album pt. The Andrzej Trzaskowski Quintet. W tym samym roku nawiązał dwuletnią współpracę z trębaczem Tedem Cursonem, z którym w latach 1965 i 1966 podczas dwóch sesji w Warszawie, dokonał nagrania albumu Seant (1967). W latach 1965–1970 udzielał się jako muzyk i kierownik artystyczny podczas „Jazz Workshops” w Hamburgu, organizowanych przez rozgłośnię Norddeutscher Rundfunk.
Od 1974 prowadził Orkiestrę Polskiego Radia i Telewizji Studio S-1 w Warszawie. W latach 1972–1974 pracował w Naczelnej Redakcji Muzycznej Polskiego Radia i Telewizji, a na przełomie lat 70. i 80. był członkiem komitetu redakcyjnego i redaktorem naukowym działu jazzowego. Był współautorem „Leksykonu kompozytorów XX wieku” (tom 1–2, 1963–1965) i współredaktorem „Encyklopedii Muzycznej PWM”.
Był autorem i współautorem muzyki do wielu filmów i wykonawcą muzyki w filmach, takich jak: Bardzo spokojna wieś Janusza Kidawy, Rozwodów nie będzie Jerzego Stefana Stawińskiego, Dreszcze Wojciecha Marczewskiego, Gra o wszystko Andrzeja Kotkowskiego, Jeszcze słychać śpiew i rżenie koni Mieczysława Waśkowskiego,Pogranicze w ogni Pociąg Jerzego Kawalerowicza. Pojawił się także w obsadzie aktorskiej filmów: Niewinni czarodzieje (reż. Andrzej Wajda), Zuzanna i chłopcy (reż. Stanisław Możdżeński), Był jazz (reż. Feliks Falk).
Od 1992 wykładał na Wydziale Jazzu w Państwowej Szkole Muzycznej II stopnia przy ul. Bednarskiej w Warszawie. W ostatnich latach życia, ze względu na zły stan zdrowia, niemal zupełnie wycofał się z życia muzycznego. Po raz ostatni wystąpił w Teatrze Buffo w 1996.

## Odznaczenie
W 1995 został po raz drugi odznaczony Złotym Krzyżem Zasługi za zasługi w pracy artystycznej.

## Życie prywatne
Był żonaty z Teresą Trzaskowską z domu Arens, po pierwszym mężu Ferster (zm. 2019), z którą miał syna Rafała (ur. 1972).
Zmarł na raka płuc. Został pochowany na warszawskim Cmentarzu Wojskowym na Powązkach (kwatera A 3 Tuje rz. 3 m. 25).